# Ušní boltec

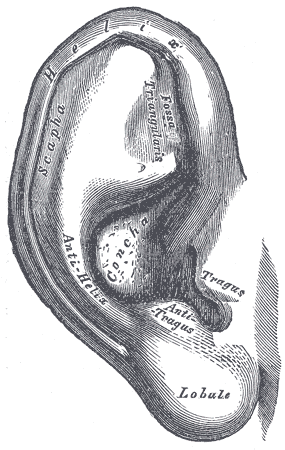
Lidský ušní boltec s vyznačenými základními částmi

Ušní boltec (latinsky auricula, též pinna) je plochý chrupavčitý útvar, který tvoří součást vnějšího ucha živorodých savců. Nesavcovití obratlovci, ale ani ptakopyskové žádný boltec nemají; boltec navíc druhotně zanikl také u některých živorodých savců, jako jsou krtci a kytovci. Boltec umožňuje kvalitní nasměrování zvukových vln do vnějšího zvukovodu. U některých druhů navíc velké prokrvené boltce umožňují zbavovat se přebytečného tělesného tepla.

## Pohyblivost

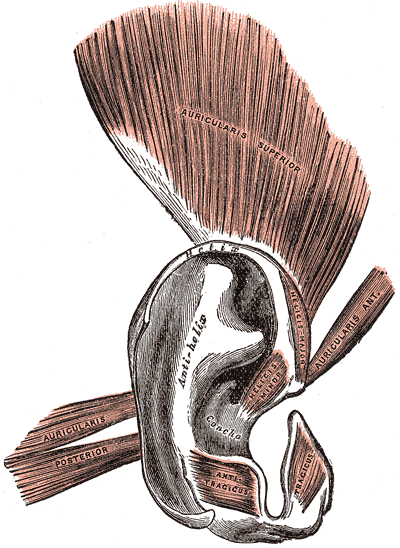
Aurikulární svaly upínající se na ušní boltec člověka

Pohyb ušních boltců umožňují tzv. aurikulární svaly vnějšího ucha. Většina savců je tak schopná hýbat ušima, což jim pomáhá určit směr, z něhož přichází zvuk. Některé komby a jelenovití jsou dokonce schopné každý boltec nasměrovat jinam. U člověka jsou aurikulární svaly velmi redukované a pohyblivost lidských boltců je obvykle velmi omezená. Lidé, kteří umí stříhat ušima, k tomu využívají právě aurikulární svaly.

## Stavba lidského boltce
Ušní boltec je plochý útvar, připojený k hlavě pod úhlem 20–40 stupňů. Ve vnitřní části boltce se nachází elastická chrupavka cartilago auriculae. Tato chrupavka také zajišťuje připojení ucha k hlavě – pomocí vaziva, které se upíná na okostici bradavčitého a jařmového výběžku kosti spánkové a na spánkovou fascii. Samotný reliéf boltce je velmi rozmanitý, nicméně se na něm dá vystopovat několik obecných rysů. Vnější zavinutý okraj ušního boltce se označuje jako helix. Poněkud více uvnitř se nachází antihelix, jakýsi val, který se v horní části rozděluje na dvě ramena, mezi nimiž je trojúhelníkovitá propadlina (tzv. fossa triangularis). Vkleslinou zvanou concha auriculae přechází boltec do vnějšího zvukovodu. Nad concha auricularis vybíhají dva hrbolky – tragus a antitragus. Kaudálně z boltce vybíhá nechrupavčitý útvar, tzv. ušní lalůček, kožní duplikatura vyplněná vazivem.
Zvláštností je tzv. Darwinův hrbolek (tuberculum auriculae), přítomný u některých jedinců nahoře vzadu na zavinutém okraji helixu.